# Beginovo–Sadatovo centrum pro strategická studia
Beginovo-Sadatovo centrum pro strategická studia (anglicky: Begin-Sadat Center for Strategic Studies, zkratkou BESA) je izraelský nezávislý institut a think tank zabývající se výzkumem v oblasti strategie, bezpečnosti a míru na Blízkém východě, a témat dotýkajících se izraelské zahraniční politiky a národní bezpečnosti. Byl založen roku 1993, působí při Bar-Ilanově univerzitě v Ramat Ganu, a je pojmenován po izraelském premiérovi Menachemu Beginovi a egyptském prezidentovi Anvaru Sadatovi, kteří v roce 1979 uzavřeli egyptsko-izraelskou mírovou smlouvu. Zastává více konzervativně-nacionální a vojenské postoje ve vztahu k bezpečnosti.